# Paweł Daniel Zalewski
Paweł Daniel Zalewski (ur. 1 marca 1959 w Krakowie) – polski pisarz, fotograf, podróżnik i przedsiębiorca, laureat literackiej nagrody “Krakowska Książka Miesiąca”.

## Życiorys
Jest synem artystki malarki, Wandy Macedońskiej i Władysława Zalewskiego, konserwatora dzieł sztuki, profesora Akademii Sztuk Pięknych im. Jana Matejki w Krakowie, byłego prorektora tej uczelni.
W 1978 roku ukończył V Liceum Ogólnokształcące im. Augusta Witkowskiego w Krakowie. W 1985 uzyskał dyplom magisterski na Wydziale Filologicznym Uniwersytetu Jagiellońskiego w Krakowie. W latach 1990–1996 był współwłaścicielem Szkoły Języków Obcych „World” w Krakowie, a w latach 1992–2003 współzałożycielem i współwłaścicielem IV Prywatnego Liceum Ogólnokształcącego w Krakowie. W 1995 roku współzałożył British International School of Cracow.

## Twórczość
W 2009 zadebiutował nowelą zamieszczoną w antologii Nie pytaj o Polskę. Stanisław Chyczyński w recenzji Nie pytajcie mnie o zdanie określił tekst Zalewskiego mianem najlepszego w zbiorze, a Emil Biela „najwartościowszym tekstem antologii”.
Dwa lata później ukazała się powieść psychologiczna Ściana, a w 2013 album – świadectwo wypraw autora, zatytułowany Gdzie śmierć nie sięga.
W październiku 2013, w galerii Związku Polskich Artystów Plastyków „Pryzmat” w Krakowie, miał miejsce wernisaż wystawy jego fotografii pod tytułem „Inni”, prac częściowo pochodzących z albumu Ściana. W październiku 2014 pochodząca z albumu fotografia zdobyła pierwszą nagrodę w konkursie na FOTO-HIT na XXX jubileuszowych Spotkaniach Turystów, Trampów i Obieżyświatów OSOTT w Rzeszowie.
Jesienią 2014 wydana została kolejna książka – Bez pamięci, oparta na kanwie losów dziadka autora Władysława Zalewskiego – przedwojennego lwowskiego cukiernika, zesłańca na Sybir. Jury nagrody „Krakowskiej Książki Miesiąca” uhonorowało tę powieść tytułem „Krakowskiej Książki Stycznia 2015 roku”.
- Nie Pytaj o Polskę – zbiór opowiadań, Wydawnictwo AMEA 2009, stron 318 ISBN 978-83-924658-9-8
- Ściana – powieść psychologiczna; Wydawnictwo Poligraf 2010 ISBN 978-83-88330-93-3; recenzje: Katarzyna Bereta[10][11][12] i Stanisław Chyczyński[13].
- Gdzie śmierć nie sięga – album – medytacje o śmierci (tekst Paweł Daniel Zalewski, współautor zdjęć Joanna Zalewska), 2013 wydawnictwo Astra ISBN 978-83-89981-56-4; recenzje: Jarosław Czechowicz[14], Katarzyna Bereta w miesięczniku społeczno-kulturalnym „Śląsk”[15] i na portalu "Kuźni Literackiej"[16].
- Bez pamięci – Wydawnictwo Astra 2014, stron 374, ISBN 978-83-89981-79-3; recenzje: Emil Biela w „Gazecie Kulturalnej”[17], Stanisław Burkot w miesięczniku „Kraków”[18], w „Tygodniku Powszechnym”[19], Andrzeja Nowaka w dwumiesięczniku „Arcana”[20], Bernadetty Darskiej na blogu krytyczno-literackim „A to książka właśnie”[21], w kwartalniku „Cracovia Leopolis”[22] oraz na portalu lubimyczytac.pl[23].